# El Walid Mimoun
El Walid Mimoun ou Walid Mimoun est un chanteur marocain de langue rifaine, né à Beni Sidel dans la province de Nador en 1959.

## Biographie
Né en 1959 à Aït Side (un village près de Nador) au sein d'une famille de condition modeste, il a commencé à s'initier à la musique par l'apprentissage de la tamja (flûte traditionnelle rifaine) et découvre alors la richesse du patrimoine musical local. Après avoir terminé sa scolarité au lycée Al-Kindi de Nador, il s'inscrit au département de philosophie de l'université de Fès. Là-bas, il n'hésitera pas à défendre la cause des défavorisés, des opprimés et des marginaux, en chantant notamment dans sa langue maternelle. 
En 1980, il sort son premier album Ajjaj (« tonnerre ») dont le succès est immédiat. Le gouvernement marocain, craignant sa popularité grandissante, interdit l'album qui se vend alors sous le manteau. Il sera expulsé de l'Université de Fès pour avoir participé à des manifestations non autorisées et pour avoir chanté ses revendications en berbère. Le Maroc subissait à l'époque les années de plomb.
Après une traversée du désert, Walid Mimoun, qui est rentré au Rif, revient sur devant de la scène en 1986 avec Ametluɛ (« le vagabond »), album très critique à l'égard des conditions sociales du Maroc, et du Rif particulièrement.
Subissant des pressions du gouvernement marocain, il est contraint de quitter son sol natal, comme nombre de ses compatriotes, et s'installe en 1991 aux Pays-Bas. Mais la nostalgie l'envahit de nouveau et il revient au Maroc en 1994. Cependant, confronté à la réalité abrupte, il reprend le chemin de l'exil et s'établit en Belgique où réside une importante communauté rifaine. Il sortira son dernier album en 1997, Thayyuth (« Brouillard »).
El Walid Mimoun est aussi poète et nouvelliste. En 1997, il a publié aux Pays-Bas son premier recueil de nouvelles Tinfardjas : Thinfas tiqudayin. 
Il est reconnu comme faisant partie des artistes les plus engagés pour la cause Amazigh, avec des chansons comme : 
- Dchar inu (« mon village »), dans laquelle il exprime sa douleur de voir des Rifains émigrer ;
- Aya Dhar Ubarran (« Ô mont Abarran ») ; chanson traditionnelle rifaine, revisitée par Walid Mimoun et qui parle de la guerre du Rif ;
- Min naɛna nechin (« Qui sommes-nous ? »), chante la cause amazigh ;
- Teqqim kh ijen wuẓru (« Elle s'est assise sur un rocher »), dans laquelle Walid Mimoun critique la société patriarcale rifaine, et appelle les Rifains à ne plus marier de force leurs filles.

## Albums
- Ajjaj (Tonnerre), 1980
- Ametluɛ (Le vagabond), 1986
- Thayyuth (Brouillard), 1997